# Коне
 Тази статия е за семейството бозайници.  За общината в Северна Италия вижте Коне (Италия).  За котдивоарския футболист вижте Бакари Коне.
Конете (Equidae) са семейство нечифтокопитни сравнително едри, растителноядни плацентни бозайници.

## Характеристика
Представителите на това семейство са средни до едри животни с дълги стройни крака. При дивите видове височината при холката варира от 1 до 1,6 m, а при одомашнените най-често е по-голяма. Обща особеност на всичките е, че цялата тежест на тялото се поема от видоизменения в копито трети пръст, а останалите пръсти са слаборазвити или рудиментарни. 

## Еволюция
Еволюцията на конете започва от бозайници, с големината на лисица (еохипус). Те били с малки размери и обитавали гористите местности. Имали по 4 пръста на предните и 3 пръста на задните крайници. С течение на времето еохипусът еволюирал в мезохипус. Постепенно той мигрирал от горите към откритите пространства. Четвъртият пръст закърнява, а средният се развива добре. След това новият вид в еволюционната линия на коня бил мерихипуса. Неговите размери били доста по-големи отколкото на неговите предци. Той живеел в степите. При този вид 2-рият и 4-тият пръст закърняват, а средният се развива много добре. Предпоследният вид от филогенетичния ред на коня е наречен плиохипус – Хипарион. За него е характерно, че има силно развит 3-ти пръст (копито), закърнели 2-ри и 4-ти пръст. И плиохипусът дал началото на днешния кон – еквус. Конят има добре развито копито, отсъствие на закърнели пръсти, които го правят много добре приспособен да издържа собственото си тегло в местностите му на възникване и в ареала на вида му, който се характеризира с твърда земя.

## Систематика
В списъка са включени само живите представители на семейството.
- род Equus – Коне
  - Подрод Equus – Коне
    - Equus ferus – Кон, Див кон
      - Equus ferus przewalskii – Кон на Пржевалски
      - Equus ferus caballus – Кон

  - Подрод Asinus – Магарета
    - Equus africanus – Диво магаре, Африканско диво магаре
      - Equus africanus africanus – Нубийско диво магаре
      - Equus africanus somaliensis – Сомалийско диво магаре
      - Equus africanus asinus – Домашно магаре

    - Equus hemionus – Кулан, Онагър
      - Equus hemionus hemionus – Монголско диво магаре, Кулан, Гобийски кулан
      - Equus hemionus khur – Индийско диво магаре, Хур
      - Equus hemionus kulan – Туркменски кулан
      - Equus hemionus onager – Персийски онагър

    - Equus kiang -- Кианг, Тибетско диво магаре
      - Equus kiang chu – Северен кианг
      - Equus kiang kiang – Западен кианг
      - Equus kiang holdereri – Източен кианг
      - Equus kiang polyodon – Южен кианг

  - Подрод Dolichohippus – Зебри
    - Equus grevyi – Зебра на Греви

  - Подрод Hippotigris – Зебри
    - Equus quagga – Равнинна зебра, Степна зебра
      - Equus quagga boehmi – Зебра на Грант
      - Equus quagga borensis
      - Equus quagga chapmani – Зебра на Чапман
      - Equus quagga crawshayi – Зебра на Краушоу
      - Equus quagga burchellii – Бърчелова зебра
      - Equus quagga selousi

    - Equus zebra – Планинска зебра
      - Equus zebra hartmannae – Планинска зебра на Хартман
      - Equus zebra zebra – Капска планинска зебра

## Разпространение
В днешно време конете са разпространени по целия свят. Конят е много важна част от историята на почти всички народи. Много хора са посветили живота си на конете и още толкова ги обожават.
Все още в някои райони на България съществуват и полудиви коне. През пролетта, лятото и есента са на свобода, а зимата прекарват дърва от високите и непроходими за камионите места. Водачът на стадото ги прекарва по най-лесния и безопасен маршрут. После ги води до близките села и там хората прибират дървата и конете през зимата.

## Начин на живот и хранене
Конете, отглеждани в плен, се хранят със сено, слама, люцерна, овес, ръж, царевица, ечемик, моркови, цвекло, картофи, силаж, ябълки, круши и зелена (прясна) трева. А конете, които живеят на свобода, предпочитат да пасат свежа трева, като избягват отровните растения. Много важно е конете да имат прясна вода за пиене по всяко време.
Животните, които не съжителстват с човека, живеят на групи, наречени табуни. В табуна има един жребец или кобила с достатъчно опит зад гърба си, който/която е водач на табуна. Обикновено този кон е в разцвета на силите си и се грижи за здравето, за опазването, за храната и т.н. Всички останали се доверяват на опита на своя водач. Избирането му става чрез жестоки битки между най-силните жребци.
А конете, които се отглеждат от хората, имат съвсем различен начин на живот и за тях се грижи единствено човекът.

## Размножаване
Бременността при кобилите е с продължителност 335 – 340 дена (около 11 месеца). Много важно за родилата кобила е тя да не извършва никаква работа в близките 2 месеца, но да се разкарва всеки ден. Обикновено кобилата се запложда на 9-ия ден след като е родила. Това ѝ дава възможност да се възстанови напълно. Разгонеността при конете продължава близо 1 седмица. По това време кобилата трябва да бъде оплодена.

### Мустанги
Женският мустанг се чифтосва през април – юли. Малкото се ражда 11 месеца след чифтосването през пролетта и има достатъчно време да укрепне до началото на зимата. Когато настъпи време на раждане, кобилите напускат стадата и търсят подходящи скришни места, където да родят. Въпреки че козината на мустангите е с различна окраска, козината на новороденото е добра за маскировка, когато лежи на прашната земя или върху покритото с рядка трева пасище. Подобно на останалите кончета, малките мустанги се изправят на крака няколко часа след раждането и след кратко време вече тичат изненадващо бързо. Кобилите се връщат с малките си при стадото на втория – третия ден след раждането. Малките кончета остават в родното си стадо до следващата година. Жребецът мустанг не търпи друг мъжкар в стадото и затова прогонва младите жребци, когато стигнат 3-годишна възраст. Пропъдените в изгнание жребци, които кипят от енергия и войнственост, създават свое стадо.

## Допълнителни сведения
Конете живеят доста дълго време, ако са отглеждани добре – обикновено около 30 – 35 години. До 15 години кобилите са много плодовити, но след тази възраст забременяват все по-трудно. Навлизането на кончето в полова зрялост започва обикновено на 2-годишна възраст, но все пак зависи и от породата.
Има над 100 породи коне. Едни от най-известните са Чистокръвна арабска, Чистокръвна английска, Ахал-текинска и Хановерска порода.
В България също са създадени някои породи – Източнобългарски кон, Плевенски и Дунавски. Източнобългарският и Плевенският са селекционирани най-вече за експлоатация в конния спорт. Източнобългарската порода се използва най-вече за дисциплините крос, конкур ипик и всестранна езда, а Плевенският кон показва много добри качества в обездката (висша езда). Дунавският кон е от типа лековпрегатен.